# Vărbița
Vărbița  (în bulgară Върбица) este un oraș în partea de est a Bulgariei. Aparține de  Obștina Vărbița, Regiunea Șumen.

## Demografie
Componența etnică a orașului Vărbița
     Turci (24,9%)
     Bulgari (16,81%)
     Romi (55,36%)
     Nicio identificare (2,64%)
     Altele (0,27%)
La recensământul din 2011, populația orașului Vărbița era de 3.325 locuitori. Din punct de vedere etnic, majoritatea locuitorilor (55,36%) erau romi, existând și minorități de turci (24,9%) și bulgari (16,81%). Pentru 2,64% din locuitori nu este cunoscută apartenența etnică.